# Gambisara Lamoi
Gambisara Lamoi (Namensvariante: Gambisarr) ist eine Ortschaft im westafrikanischen Staat Gambia.
Nach einer Berechnung für das Jahr 2013 leben dort etwa 1059 Einwohner, das Ergebnis der letzten veröffentlichten Volkszählung von 1993 betrug 855.

## Geographie
Gambisara Lamoi, in der Upper River Region, Distrikt Kantora, liegt am südlichen Ufer des Gambia-Flusses rund 1,4 Kilometer südlich von Missira Ba Mariama unmittelbar an der Grenze zu Senegal.